# Locorotondo
Locorotondo es una localidad italiana de la provincia de Bari, región de Puglia, con 14.167 habitantes. La ciudad es conocida por sus vinos y por la estructura circular de su centro histórico, coronado por la iglesia Madre de San Jorge, del cual deriva el nombre, que significa plaza redonda. Está situada al sudeste de Murgia, en las profundidades del valle de Itria, y en ella se encuentran las típicas casas prehistóricas de esta región conocidas como trullo.

## Historia

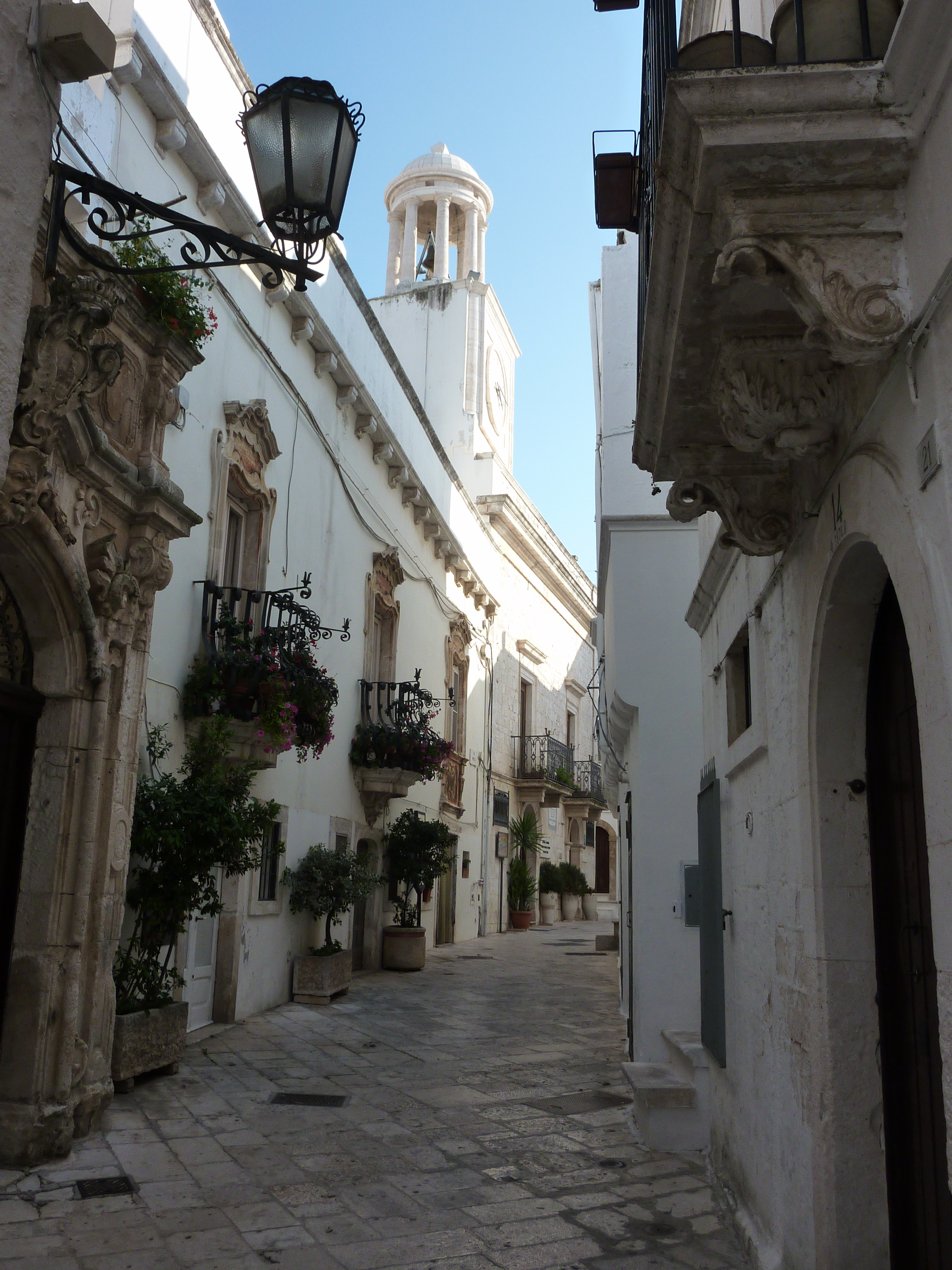
Centro histórico y Torre del Reloj

Los descubrimientos arqueológicos sitúan este lugar como un asentamiento entre los siglos III y VII antes de Cristo. La fundación del pueblo actual data de una fecha en torno al año 1000, como una aldea bajo la jurisdicción del monasterio benedictino de San Esteban, en Monopoli. A lo largo de 500 años, la localidad creció merced a la presencia de varios señores feudales de la orden de San Juan de Jerusalén, que le añadieron el muro y el castillo, y más tarde del Reino de Aragón. La familia Caracciolo, duques de Martina Franca y últimos señores feudales, permanecieron en Locorotondo hasta principios del siglo XIX.

## Patrimonio

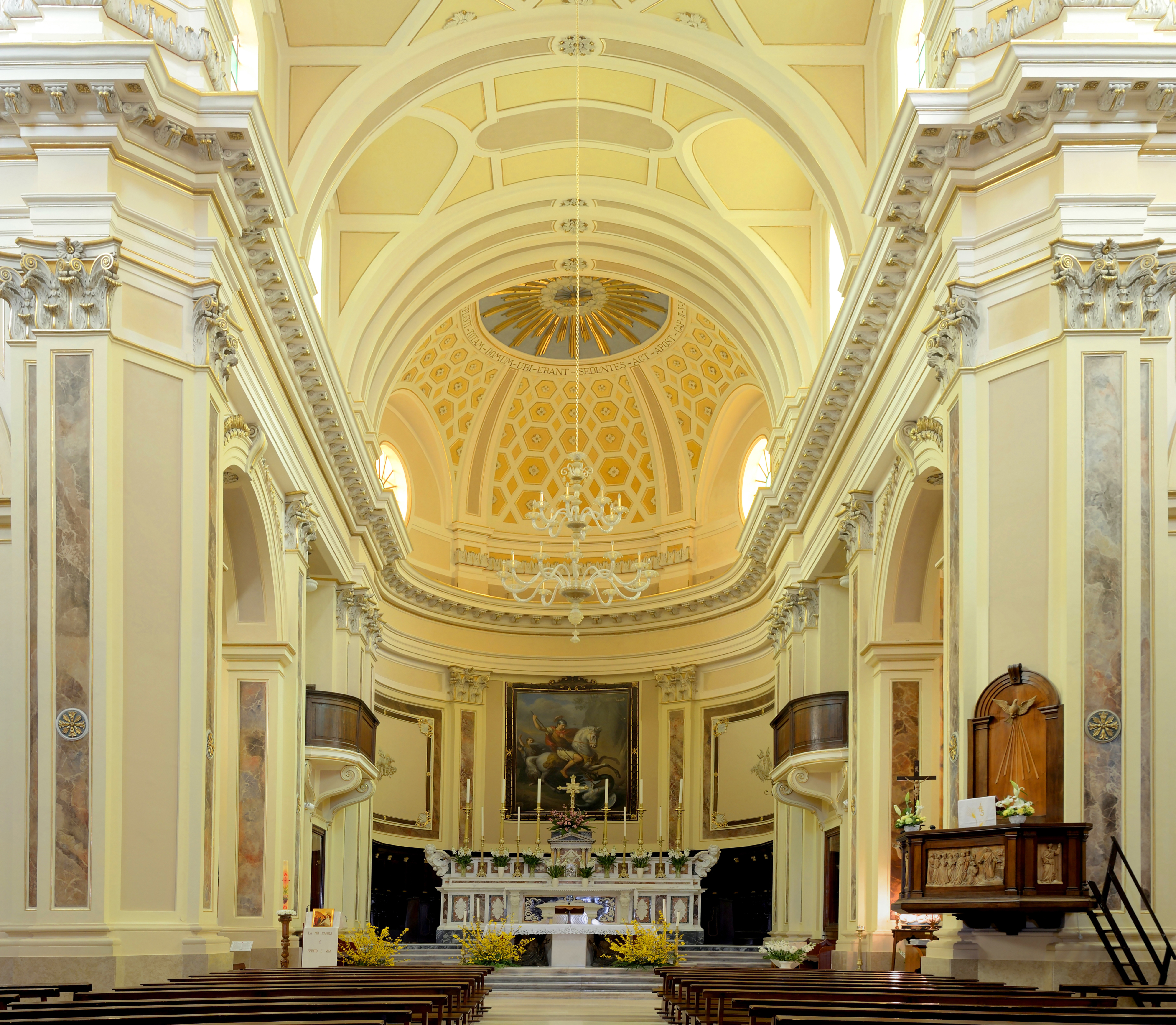
Iglesia Madre de San Jorge Mártir

El patrimonio de Locorotondo incluye la iglesia madre de San Jorge Mártir, construida entre 1769 y 1821; las iglesias de San Roque, de 1710, María Dolorosa, de 1728; Santa María Annunziata, de 1813; San Antonio de Padua, de 1697,  y la iglesia románica de Nuestra Señora de Grecia, de 1520.
En el centro histórico destaca la torre del Reloj, de 1819, y las cummerse, casas con el techo construido de piedra seca.

## Turismo
Las fiestas más señaladas son la fiesta patronal de San Jorge Mártir, protector de la ciudad, a finales de abril, y la fiesta patronal de San Roque (Rocco), patrón de Locorotondo desde 1787, entre el 6 y el 17 de agosto, que es la más importante.
El vino de la zona es un blanco espumoso con Denominación de Origen Controlada. La DOC incluye 1650 hectáreas de viñedos.
Desde 2001, Locorotondo está incluido en la lista de los pueblos más bellos de Italia.
Desde 2006 está hermanado con Montpellier.

## Evolución demográfica
| Gráfica de evolución demográfica de Locorotondo entre 1861 y 2001 |
|                                                                   |
| Fuente ISTAT - elaboración gráfica de Wikipedia                   |